# Czaohuzaur

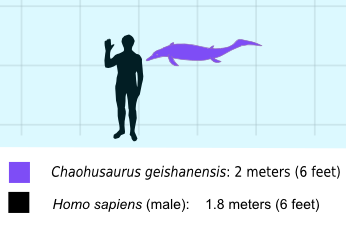

Czaohuzaur (Chaohusaurus) – delfinopodobny gad morski z rzędu Grippidia. Spokrewniony był bliżej z takimi rodzajami, jak Grippia, Cymbospondylus czy miksozaur, niż z bardziej rozwiniętymi formami – jak ichtiozaur. Nie posiadał jeszcze aż tak bardzo rybiego kształtu ciała – zachowało się w nim więcej dawnych jaszczurzych cech. Miał co prawda płetwy, ale brakowało płetwy grzbietowej, a jego szyja była dość długa.

## Nazwa
Nazwa rodzajowa oznacza "jaszczur z Chaohu" (Chiny). Epitet gatunkowy stanowi przymiotnik od wyrazu gejsza. Znany był także jako Anhuisaurus i Chensaurus.

## Wielkość
Był to jeden z najmniejszych przedstawicieli nadrzędu Ichthyopterygia – mierzył 0,7- 1,8 m. Masę ciała ocenia się na około 10 kg.

## Występowanie
Zamieszkiwał tereny dzisiejszych Chin we wczesnym triasie.

## Odkrycie
Opisany został przez Younga i Donga w 1972.